# NGC 1395
NGC 1395 is een Elliptisch sterrenstelsel in het sterrenbeeld Eridanus. Het hemelobject werd op 17 november 1784 ontdekt door de Duits-Britse astronoom William Herschel.

## Synoniemen
- PGC 13419
- ESO 482-19
- MCG -4-9-39
- AM 0336-231